# 山崎之也
山崎 之也（やまざき ゆきや、1948年3月20日 - ）は、日本の俳優。所属事務所はケイプランニング。身長165 cm、体重64 kg。特技は日本舞踊、三味線、殺陣。

## 出演

### テレビドラマ
- 大河ドラマ「山河燃ゆ」（NHK）
- 水曜ドラマ「立花登・青春手控え」（NHK）
- 大空港 第19話「夕陽の銃撃戦! 幼い恋人が叫ぶ・その人を撃たないで」（1978年、フジテレビ） - ようこの兄
- ミラクルガール 第12話「女は銃と色気で勝負する」（1980年、東京12チャンネル）
- 刑事貴族2（日本テレビ）
- 宇宙刑事シャリバン（テレビ朝日）
- 火曜サスペンス劇場「モナリザの身代金」（日本テレビ）
- はるちゃん（フジテレビ）
- 金曜女のドラマスペシャル「突然の余白」（フジテレビ）
- 幸せになりたい!平成嵐山一家（テレビ東京）
- 土曜ワイド劇場「おばはん刑事!流石姫子」（テレビ朝日）
- 五星戦隊ダイレンジャー（テレビ朝日）
- 鳥人戦隊ジェットマン（テレビ朝日）

### 映画
- 日蓮（1979年）
- 石井のおとうさんありがとう（2004年）
- 筆子・その愛 -天使のピアノ-（2007年）